# Automuseum Dr. Carl Benz
Automuseum Dr. Carl Benz je soukromé automobilové muzeum v Ladenburgu v německé spolkové zemi Bádensko-Württembersko.
Muzeum, založené v roce 1984, je zaměřeno na život průkopníka automobilismu Karla Benze a na automobily a také historii firem, které založil. Od roku 2004 je muzeum umístěno v původní tovární budově, která byla od roku 1908 součástí výrobního areálu rodinné firmy C. Benz Söhne.

## Poloha

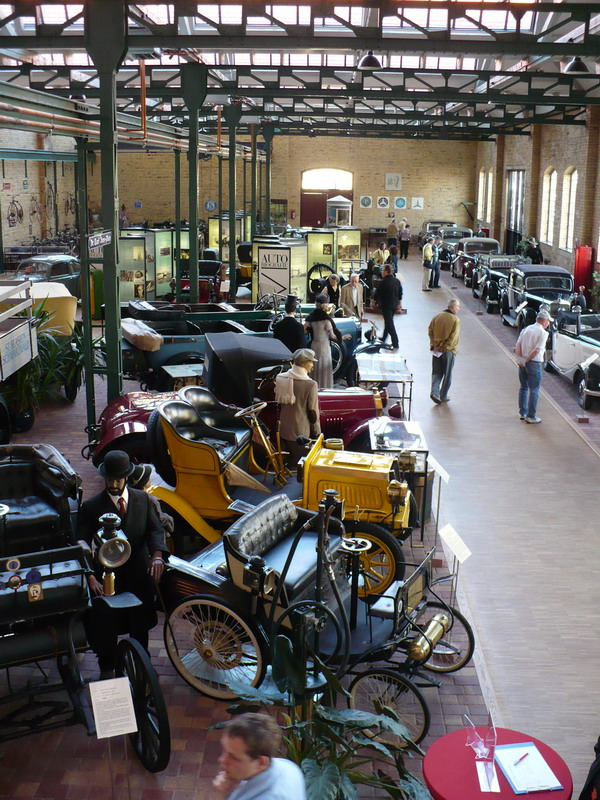
Expozice

Muzeum leží na západě města Ladenburg u řeky Neckar, přímo na trase Bertha Benz Memorial Route.

## Historie sbírky
Sběratel veteránů Winfried A. Seidel se historií značky Benz zabývá celý život. Nejprve jej fascinovala klasická auta, první vůz Mercedes Benz 170 V si koupil v šestnácti letech. Později pokračoval ve „sbírání“ vozů této značky. Byl prezidentem německého Mercedes-Benz Veteranen Club (MVC) a zakladatelem a organizátorem výstavy Veterama. V současnosti jeho sbírka obsahuje asi 80 vozidel a nespočet dokumentů, které dokumentují historii firem Karla Benze a jeho rodiny.

## Historie budovy
Poté, co Karl Benz v roce 1886 v Mannheimu vyrobil první automobil, hledal prostory pro rozšíření výroby dalších. V Ladenburgu se jeho úsilí vyplnilo v roce 1905 a o rok později se synem Eugenem založil firmu C. Benz Söhne. V roce 1908 se k nim přidal druhý syn Richard. Až do roku 1924 zde v nově postavených výrobních halách vzniklo přibližně 300 vozidel. Zajímavostí je, že poslední dva vyrobené automobily vyrobil Benz pro svoji potřebu. Oba vozy jsou dnes součástí sbírky muzea.
Budovy Benzovy továrny sloužily později k různým účelům. Během druhé světové války zde byly vyráběny nábojnice pro „konečné vítězství“. Poté zde byla autoopravna místního významu. Původní firma C. Benz Söhne v nových halách zde v Ladenburgu až do roku 2010 vyráběla náhradní díly pro divizi užitkových vozidel koncernu Mercedes-Benz.
V orce 2004 se podařilo Winfriedu A. Seidelovi, s finanční podporou firmy Mercedes-Benz, areál koupit a historické budovy restaurovat a zřídit v nich současné muzeum. Jeho jedinečnost spočívá v tom, že vystavuje i vozidla, která byla vyrobena přímo ve zdejších halách.

### Související články

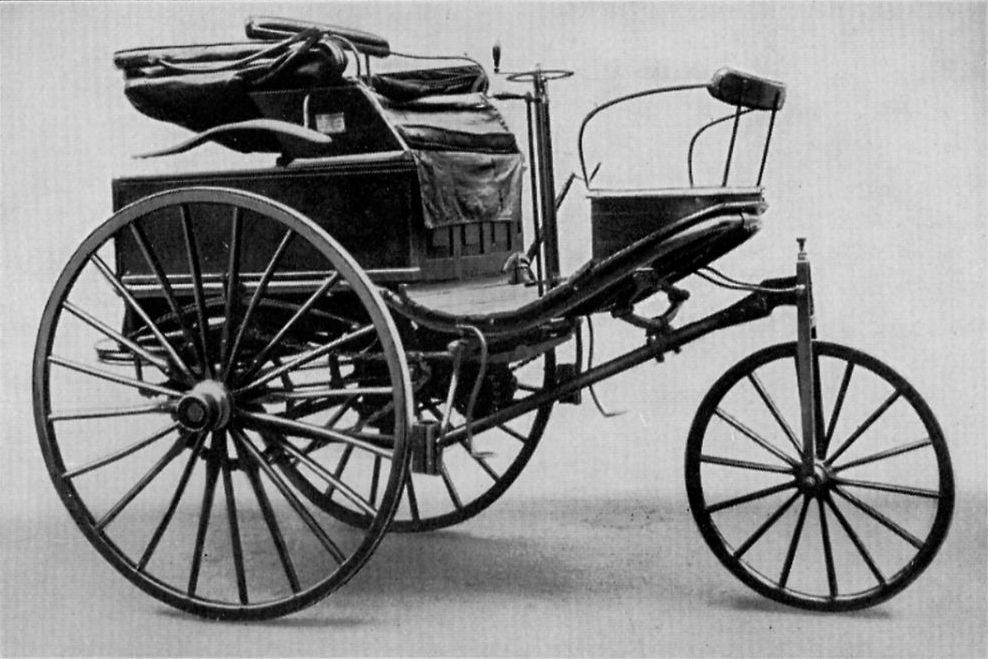
Benz Patent-Motorwagen č. 3 (1888)